# Nederbörd

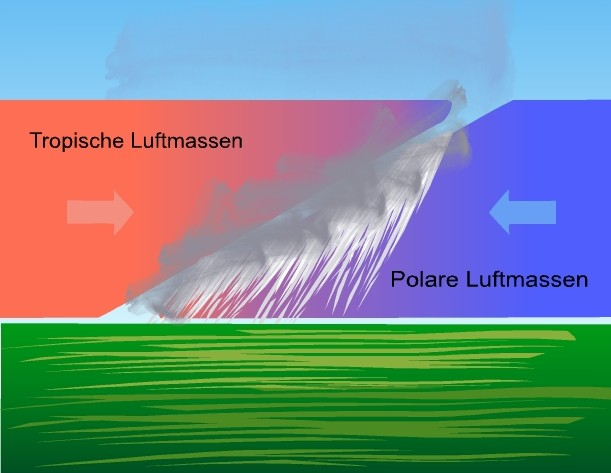
Frontnederbörd.

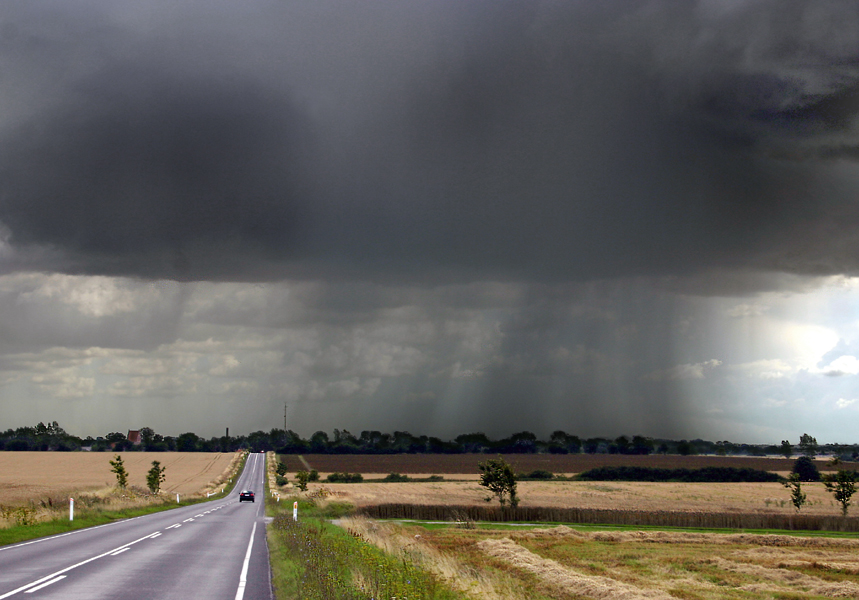
Regnmoln i Danmark.

Nederbörd är vatten i olika former som faller från jordens atmosfär. Formellt lyder definitionen att nederbörd är alla flytande eller fasta former av vattenpartiklar som har sitt ursprung i atmosfären och faller ner till jordens yta. Nederbörd inkluderar formellt således inte exempelvis fallande sand från sandstormar eller fallstrimmor.
För att nederbörd ska bildas krävs luftfuktighet, kondensationskärnor och avkylning. Tre viktiga typer av nederbörd är orografisk nederbörd, frontnederbörd och konvektiv nederbörd. Moln som avger nederbörd benämns med det ytterligare kännetecknet praecipitatio.
Nederbörd förekommer i form av regn, snö och hagel samt mellanting. I vilken form nederbörden faller beror särskilt på temperatur och luftfuktighet. Ofta anges mängden nederbörd i millimeter där metersystemet används, vilket då syftar till hur högt vattnet (i flytande form) skulle nå ovan marken om det inte sjönk undan. 1 millimeter nederbörd är samma sak som 1 liter/m². Nederbördsmängd mäts med en nederbördsmätare eller regnmätare. Fast nederbörd som snö och hagel smälts innan den mäts. Mätningarna ska inte förväxlas med snödjupsmätningar där man mäter den fasta snön som ligger på marken. Om man vill omvandla nederbördsmängd till snödjup behöver man även väga in luftfuktighet och särskilt temperatur.
Nederbördsmätning brukar ske i särskilda mätkärl där öppningens area är 200 cm². Mätkärlet omges av ett koniskt vindskydd som minskar turbulensen runt mätaren. Nederbörden hälls ner i ett graderat mätglas där noggrannheten är 0,1 mm. I Sverige rapporteras nederbörden till SMHI 07.00 svensk normaltid. Vissa stationer rapporterar även 19.00.
Typisk nederbörd är i Sverige mellan 20 och 100 mm per månad, beroende på årstid och plats. Vid en mycket kraftig åskskur kan det falla 1 mm/min, men högre värden förekommer i världen. I genomsnitt faller mer nederbörd i västra än östra Sverige (2022).